# Otomeria elatior
Otomeria elatior là một loài thực vật có hoa trong họ Thiến thảo. Loài này được (A.Rich.) Verdc. mô tả khoa học đầu tiên năm 1953.